# مبنى اكليس
يضم مبنى مجلس الاحتياطي الفيدرالي مارينر س. اكليس المكاتب الرئيسية لمجلس محافظي نظام الاحتياطي الفيدرالي بالولايات المتحدة. يقع عند تقاطع شارع 20 وشارع الدستور في واشنطن العاصمة. تم تصميم المبنى، المصمم على الطراز الكلاسيكي المجرد ، من قبل بول فيليب كريت وتم الانتهاء منه في عام 1937. خصص الرئيس فرانكلين دي روزفلت المبنى في أكتوبر 20 ديسمبر 1937.
تم تسمية المبنى على اسم مارينر إس. إكليس (1890–1977)، رئيس مجلس الاحتياطي الفيدرالي في عهد الرئيس روزفلت، بموجب قانون أصدره الكونجرس في 15 أكتوبر, 1982. وكان يُعرف سابقًا باسم مبنى الاحتياطي الفيدرالي.

## المنافسة المعمارية
من عام 1913 إلى عام 1937، اجتمع مجلس الاحتياطي الفيدرالي في مبنى وزارة الخزانة الأمريكية في شارع بنسلفانيا في واشنطن العاصمة، بينما كان الموظفون منتشرين في ثلاثة مواقع في جميع أنحاء المدينة. استجابة لقانون البنوك لعام 1935 ، الذي ركز السيطرة على نظام الاحتياطي الفيدرالي ووضعه في أيدي مجلس الإدارة،  قرر مجلس الإدارة دمج موظفيه المتزايدين في مبنى جديد، يقع في جادة الدستور و صممه مهندس معماري تم اختياره من خلال مسابقة مدعوة.

المسؤولون الرئيسيون الذين أشرفوا على المسابقة هم تشارلز مور، رئيس لجنة الفنون الجميلة بالولايات المتحدة ، وأدولف سي ميلر، عضو مجلس الإدارة منذ عام 1914  صاغ ميلر بيانًا لمساعدة المهندسين المعماريين المتنافسين على فهم مخاوف المجلس، موضحًا أن النمط التقليدي للهندسة المعمارية العامة - مع الأعمدة والأقواس والاستخدام السخي للزخرفة الرمزية - لن يكون مصدر قلق كبير.
ومع ذلك، عند وصف طابع المبنى على أنه حكومي، لا يُقصد منه الإشارة إلى ضرورة التأكيد على طابعه الضخم. من المعتقد أن جاذبيتها الجمالية يجب أن تكون من خلال كرامة المفهوم والتناسب والحجم ونقاء الخط بدلاً من التركيز على السمات الزخرفية أو الأثرية البحتة. لهذا السبب يقترح أن يتم حذف استخدام الأعمدة والأقواس وغيرها من الأشكال تمامًا ويجب أن يقتصر على طابع المبنى كما هو موضح أعلاه.
تم تلقي المقترحات من المهندسين المعماريين مثل جون راسل بوب وجيمس جامبل روجرز . في النهاية، كان الفائز في المسابقة هو التصميم الكلاسيكي المبسط لبول فيليب كريت .

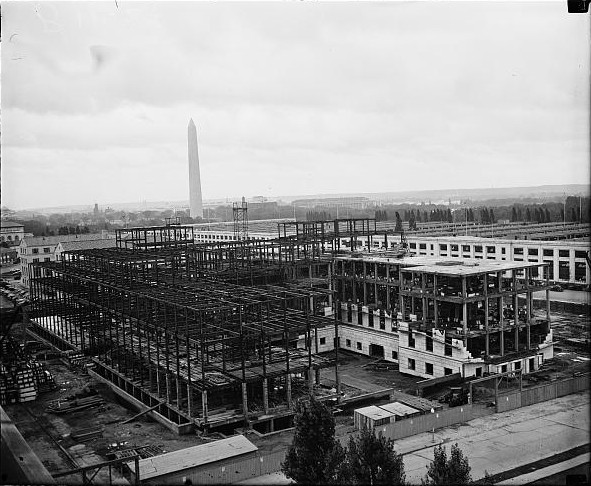
مبنى اكليس قيد الإنشاء عام 1936
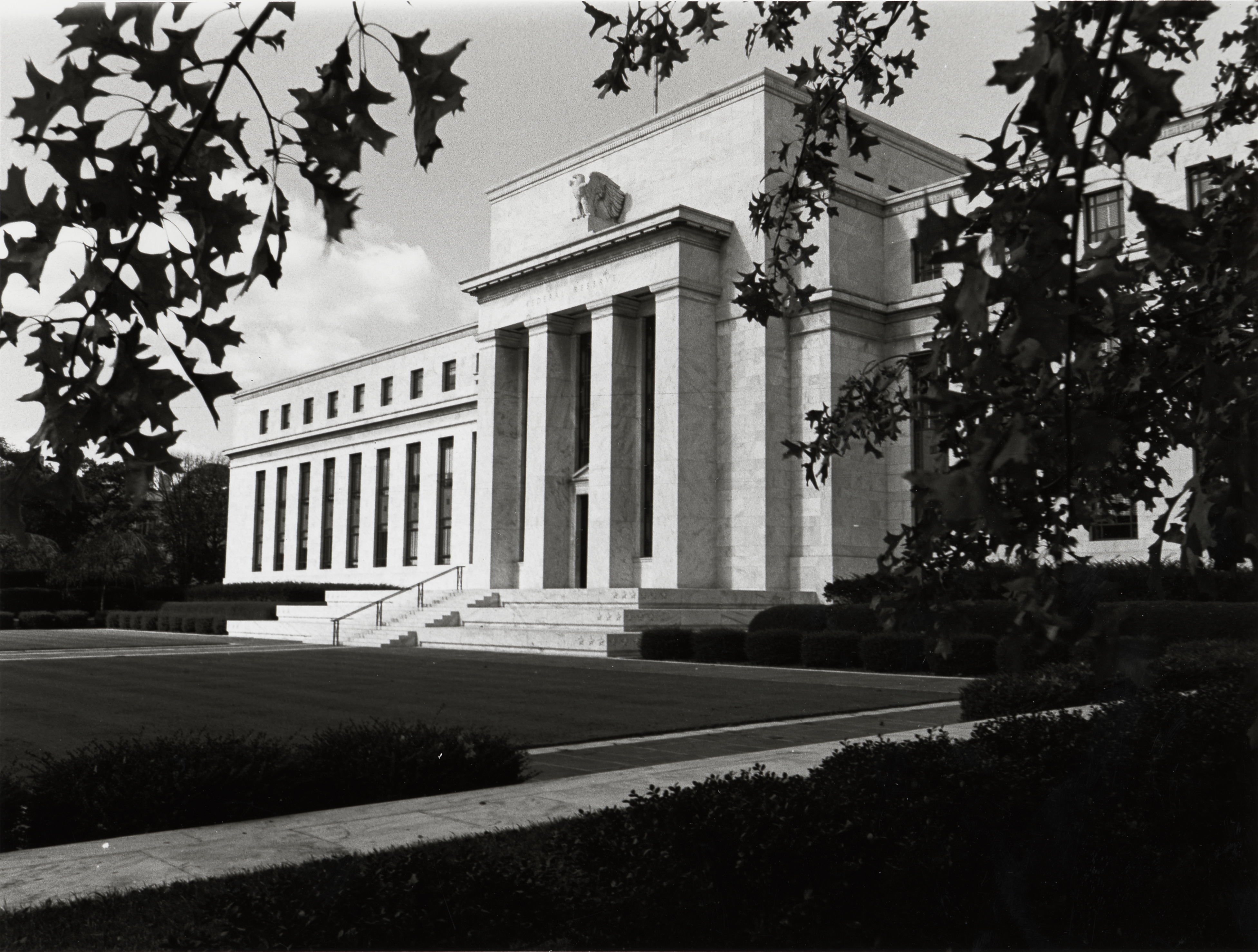
مبنى اكليس عام 1937

## المهندس المعماري والتصميم

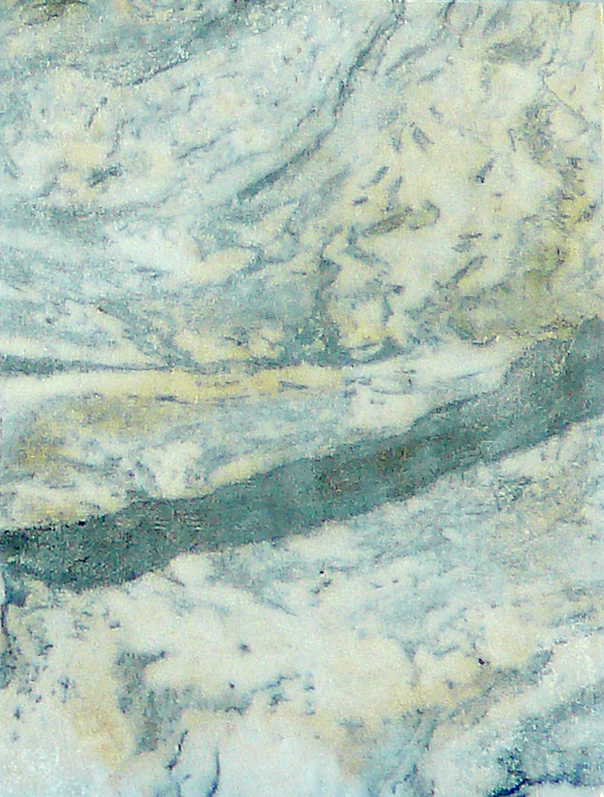
عينة من رخام الكريول

كان كريت مواطنًا أمريكيًا متجنسًا وتدرب في مدرسة الفنون الجميلة بفرنسا ( مدرسة الفنون الجميلة ) في ليون وباريس . تمت دعوته إلى الولايات المتحدة في عام 1903 لتأسيس قسم الهندسة المعمارية في جامعة بنسلفانيا ، وأسس ممارسته الخاصة في عام 1907.
كانت أول مهمة رئيسية له هي مبنى اتحاد عموم أمريكا في واشنطن العاصمة (1908). صمم مع ألبرت كيلسي ، كان مبنى على طراز الفنون الجميلة الجوهري، بواجهة كلاسيكية، وزخرفة غنية، وإشارات مجازية لأهداف المنظمة. أدى ذلك إلى إنشاء العديد من اللجان الأخرى لإنشاء النصب التذكارية للحرب، والمباني المدنية، ودور المحاكم، والمتاحف في مدن مثل ديترويت ، وهارتفورد ، وفيلادلفيا ، وإنديانابوليس ، وواشنطن العاصمة.
بحلول عام 1935، وتحت تأثير الحداثة، تطور أسلوب كريت نحو الكلاسيكية المجردة للمباني مثل مكتبة فولجر شكسبير (1929-1932). ولكن وفقًا لتقاليد الفنون الجميلة، فقد أشرف على كل جانب من جوانب مشروع البناء، بما في ذلك التفاصيل الفنية والجمالية. قامت شركته بعمل أكثر من 300 رسم تخطيطي يدوي، وخطط مُقاسة، وخطط موقع، ودراسات الارتفاع، ورسومات منظورية، يمكن أن يحتوي كل منها على مناظر أمامية وجانبية وعلوية، وتفاصيل مقطعية عند الضرورة.
المبنى المكون من أربعة طوابق، ذو واجهة خارجية من رخام جورجيا ، على شكل حرف H ، مع مساحة على جانبي مركز المبنى تشكل ساحات شرقية وغربية. يحتوي الجزء الداخلي على ردهة من طابقين مع سلالم مزدوجة وكوة محفورة بمخطط نسر. أرضية الردهة من الرخام وجدرانها من رخام الترافرتين . أكبر مساحة للاجتماعات هي قاعة الاجتماعات المكونة من طابقين.
بدأ تشييد المبنى عام 1935 واكتمل عام 1937. لقد استحوذت كلاسيكيتها العملية على روح فترة الكساد الكبير وواشنطن في زمن الحرب، وهي مدينة مصممة على أن تظل كبيرة ولكن ليس لديها ما تدخره في الأمور غير الضرورية.

## الزخرفة والمفروشات

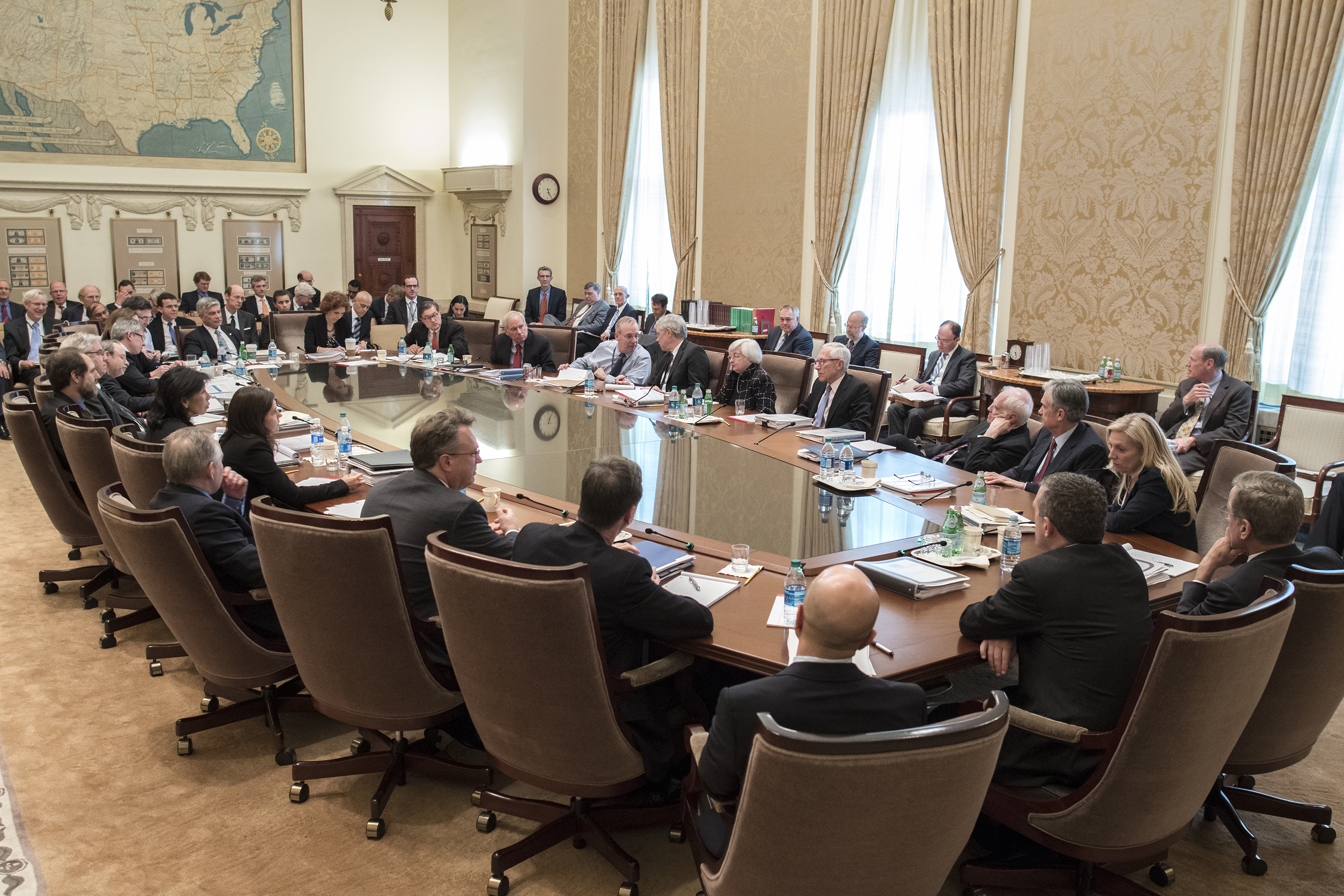
اجتماع اللجنة الفيدرالية للسوق المفتوحة في قاعة مجلس الإدارة بمبنى إكليس

وظفت كريت فنانين معترف بهم على المستوى الوطني لإكمال زخرفة وتأثيث المبنى. صمم سيدني وو النسر على الواجهة الأمامية، وهو النحت الوحيد ثلاثي الأبعاد للمبنى والذي تم نحته بواسطة الاخوة بيكيريلي ،  بينما قام جون جريجوري بنحت النقوش البارزة للجزء الخارجي من C مدخل الشارع. قام صامويل يلين ، وهو حرفي مشهور من الحديد المطاوع من فيلادلفيا، بتصميم وتنفيذ العديد من الدرابزين والبوابات والتركيبات في جميع أنحاء المبنى. تم استخدام الجرانيت الوردي ميلفورد كمواد بناء.
رسم الفنان الجداري عزرا وينتر خريطة كبيرة للولايات المتحدة لغرفة مجلس الإدارة، وقام النحات هربرت آدامز بإنشاء نصب تذكارية للرئيس وودرو ويلسون والسناتور كارتر جلاس لاحتلال منافذ في الردهة الرئيسية. تم إنتاج الأثاث بواسطة شركة دبليو & أمبير؛ جي سلون ، نيويورك، مع تحمل المهندسين المعماريين المسؤولية النهائية.
يخضع المبنى لتجديدات داخلية وخارجية اعتبارًا من سبتمبر 2022، مع الخطط المعتمدة من قبل اللجنة الوطنية لتخطيط العاصمة في سبتمبر 2021.